# Endre Palócz
Endre Palócz (Budapest, 23 marzo 1911 – Budapest, 11 gennaio 1988) è stato uno schermidore ungherese, vincitore di una medaglia di bronzo nella scherma ai giochi olimpici.